# Francisco Jesús Ferrón Ruiz
Francisco Jesús Ferrón Ruiz, más conocido como Francis Ferrón, (n. Algeciras, 7 de septiembre de 1989) es un futbolista español que actualmente juega de delantero en el Fútbol Club La Unión Atlético de la Segunda Federación.

## Biografía
Ferrón se formó en la cantera del Taraguilla, luego pasó a formar como jugador al equipo campogibraltareño como es La Unión Deportiva Los Barrios, tras una temporada allí el Algeciras le dio el visto bueno y lo fichó en el año del centenario tras una temporada sobresaliente da el salto al decano del fútbol español con el que llegó a debutar en Segunda División en 2013 contra el Girona. Cuando todo parecía indicar que continuaría en el conjunto onubense se le negó la renovación.
Ferrón inició la temporada 2013-2014 en las filas del Sant Andreu, pero optó por cambiar de aires en el mercado invernal por motivos de índole personal. Con el conjunto cuatribarrado marcó 7 goles en la Liga regular. Su sello como rematador quedó patente asimismo en el conjunto pedáneo con 8 dianas. En el mercado de invierno, firmó por la La Hoya Lorca Club de Fútbol, donde Ferrón cerró la temporada con 17 goles, idéntica cifra a la que obtuvo un año antes con el filial del Recreativo. En el conjunto de José Miguel Campos, concluyó la temporada como campeón del Grupo IV y marcando otros ocho goles.
Tras jugar el play off de ascenso con el “brócoli” mecánico, se marchó de nuevo al Grupo III, concretamente al Alcoyano. Durante esa temporada ha sido el principal delantero del equipo blanquiazul, anotando diez goles también entre Liga y Copa. Precisamente en la competición del KO fue el encargado de anotar el gol levantino en el partido de ida de 1/16 de final contra el Athletic Club. Fue en el minuto 32 cuando se adelantó el Alcoyano con el gol de Ferrón, pero Borja Viguera empató en el último suspiro. En San Mamés, los bilbaínos vencieron por 1 a 0 y pasaron a octavos. Finalmente acabarían disputando la Final ante el FC Barcelona.
En 2015, firma con el Linares Deportivo de la Segunda División B de España,  donde ha marca tres goles en los partidos de la primera vuelta. En el mercado de invierno, vuelve a la La Hoya Lorca Club de Fútbol, donde ya estuvo hace dos temporadas con una valiosa aportación, ya que fue capaz de anotar ocho goles en media vuelta.
En las siguientes temporadas, jugaría en el Grupo IV de la Segunda División B de España, formando parte de los equipos del Real Balompédica Linense y Marbella Fútbol Club.
En la temporada 2018-19, firma por el CD Badajoz de la Segunda División B de España, en la que jugó 36 partidos, anotando 12 goles.
En julio de 2019, firma por el San Fernando Club Deportivo de la Segunda División B de España, en el que permanece durante tres temporadas, anotando la cifra de 30 goles.
El 23 de julio de 2022, regresa al CD Badajoz de la Primera Federación.
El 11 de agosto de 2023, firma por el Águilas F. C. de la Segunda Federación.
El 26 de junio de 2024, firma por la Club Deportiva Minera de la Segunda Federación.
El 21 de enero de 2025, firma por el Fútbol Club La Unión Atlético de la Segunda Federación.

## Clubes
| Club                               | País   | Año           |
| ---------------------------------- | ------ | ------------- |
| UD Los Barrios                     | España | 2010-2011     |
| Algeciras CF                       | España | 2011-2012     |
| Real Club Recreativo de Huelva "B" | España | 2012-2013     |
| Real Club Recreativo de Huelva     | España | 2013          |
| UE Sant Andreu                     | España | 2013-2014     |
| La Hoya Lorca Club de Fútbol       | España | 2014          |
| CD Alcoyano                        | España | 2014-2015     |
| Linares Deportivo                  | España | 2015          |
| La Hoya Lorca Club de Fútbol       | España | 2016          |
| Real Balompédica Linense           | España | 2016-2017     |
| Marbella Fútbol Club               | España | 2017-2018     |
| CD Badajoz                         | España | 2018-2019     |
| San Fernando Club Deportivo        | España | 2019-2022     |
| CD Badajoz                         | España | 2022-2023     |
| Águilas F. C.                      | España | 2023-2024     |
| Club Deportiva Minera              | España | 2024-2025     |
| Fútbol Club La Unión Atlético      | España | 2025-Presente |